# Beta-glukan

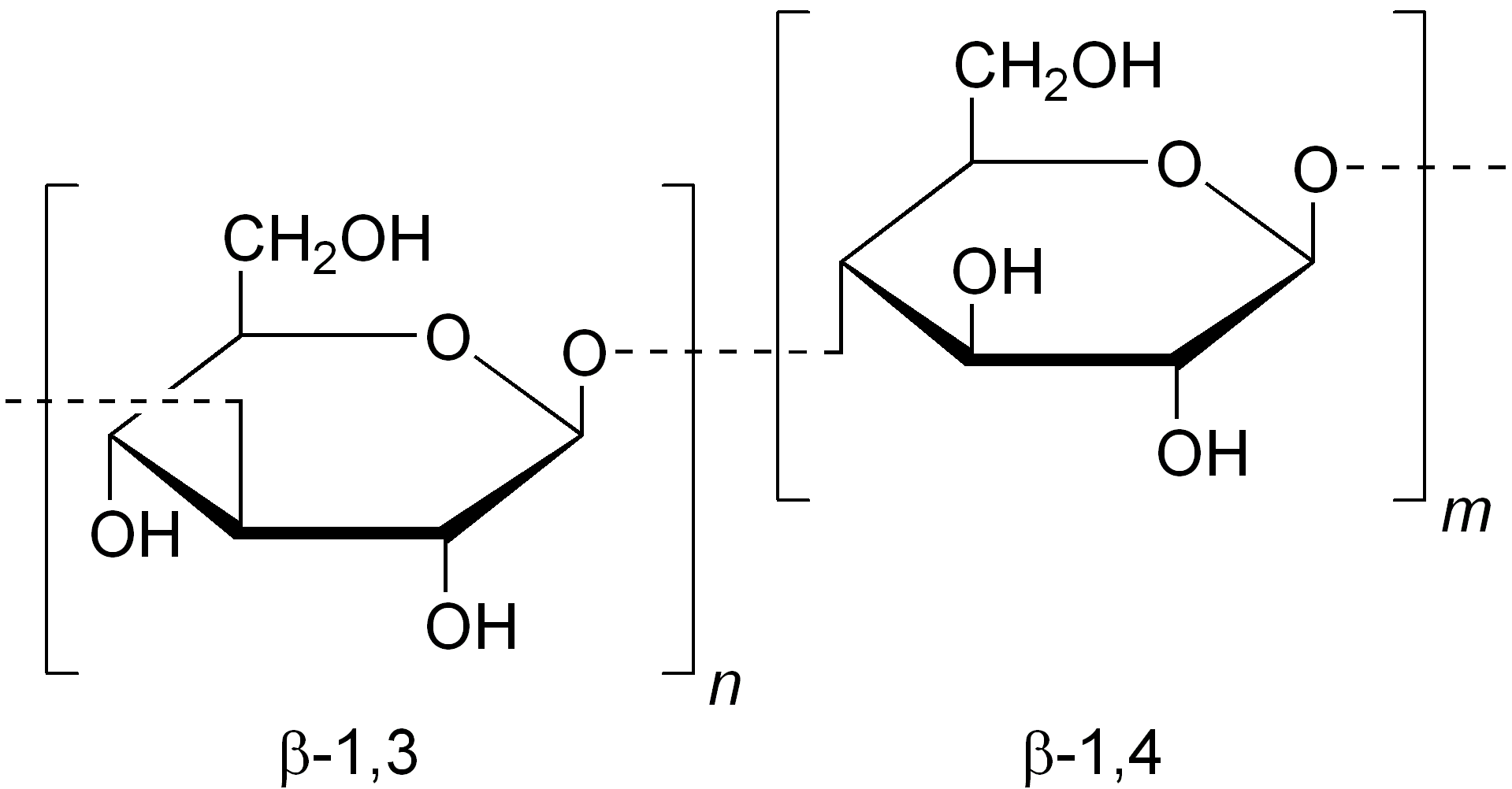
Beta-1,3-1,4-glukan, přítomný je např. v lišejnících

Beta-glukany (β-glukany) jsou heterogenní skupinou látek, které se skládají z molekul glukózy vzájemně spojených β-glykosidovými vazbami. Nejčastěji se tímto pojmem označuje skupina neškrobových a necelulózových polysacharidů. Tyto látky tvoří součást buněčných stěn bakterií, kvasinek, hub, řas a vyšších rostlin. Beta-glukanům je připisováno mnoho účinků na organismus, které se liší v závislosti na struktuře těchto látek. Beta-glukanům obilovin je připisován pozitivní účinek na hladinu cholesterolu a glukózy v krvi, beta-glukany kvasinek a hub mohou působit jako imunomodulátory.

## Struktura
Struktura beta-glukanů, konkrétně typ vazeb v molekule, délka a větvení řetězce, se odlišují v závislosti na zdroji. V buněčných stěnách mořských řas jsou přítomny lineární β-(1→3)-glukany (např. laminarin). U kvasinek a hub se setkáme s beta-glukany, které obsahují vazby β-(1→3) a β-(1→6). Beta-glukany obilovin se odlišují obsahem β-(1→4) glykosidových vazeb. Obecně lze beta-glukany dělit do dvou skupin:
- Rozpustné, tvořící ve vodě gel, které se dále dělí na:

1. vysokomolekulární větvené beta-glukany (např. grifolan, schizophyllan, scleroglucan)
2. lineární beta-glukany (např. laminaran, curdlan)
3. chemicky modifikované beta-glukany (např. karboxymethylované, fosforylované, sulfonované)

- Partikulární, nerozpustné beta-glukany (např. kvasinek Saccharomyces cerevisiae)

Na výslednou strukturu beta-glukanů má kromě jejich původu vliv také metoda jejich zpracování, tedy procesy extrakce, izolace a přečištění. Stejně tak může použitá metoda ovlivnit vlastnosti jako je rozpustnost ve vodě. Tyto procesy se tedy projeví na biologické aktivitě beta-glukanů. Použití vhodné chemické modifikace by tak mohlo pozitivně ovlivnit jejich vlastnosti (např. karboxymethylací nerozpustného beta-glukanu dojde ke změně na rozpustný), čímž se mění i biologická aktivita.

## Historie
Pravděpodobně již pravěcí lidé využívali některé houby pro jejich fyziologické účinky. Nicméně k odhalení příčiny efektu došlo až ve 20. století. Výzkum beta-glukanů začal intenzivněji v 60. a 70. letech. V USA a Evropě vycházeli z poznatků o látce zvané zymosan. Byla tak nazvána složka buněčných stěn kvasinek, které se přikládala schopnost stimulovat nespecifickou imunitní odpověď. Při detailnějším studiu se podařilo jako hlavní látku s tímto efektem vypozorovat beta-glukan kvasinek. V Japonsku k objevu beta-glukanů dospěli díky výzkumu biologické aktivity léčivých hub (šiitake, maitake, reiši), které se tradičně v asijské medicíně využívají. Od 90. let až dosud je zkoumán mechanismus, jakým beta-glukany působí.

## Zdravotní účinky, mechanismus
Možné účinky beta-glukanů na organismus jsou velmi rozmanité. Beta-glukany obilovin příznivě působí na hladinu cholesterolu a glukózy v krvi. Mohou také fungovat jako prebiotikum. Naopak beta-glukanům kvasinek a hub se připisuje vliv na imunitní funkce organismu, fungují jako tzv. imunomodulátory. S tím souvisí jejich další účinky jako je protinádorová aktivita, protizánětlivý a antioxidační efekt, podpora hojení ran nebo zvyšování odolnosti vůči některým infekcím.
Biologickou aktivitu beta-glukanu ovlivňuje jeho struktura, molekulová hmotnost, konformace a rozpustnost. Např. β-1,4-glukany přítomné v obilovinách nevykazují žádné imunostimulační účinky, více účinné jsou potom β-1,6-glukany a nejvíce účinné jsou β-1,3-glukany s větvením 1,6.

### Udržení normální hladiny cholesterolu v krvi
K beta-glukanům ovsa a ječmene se dle nařízení Komise (EU) č. 432/2012 váže schválené zdravotní tvrzení, a to, že "přispívají k udržení normální hladiny cholesterolu v krvi“. Konzumace ovsa, ječmene nebo výrobků s jejich obsahem pozitivně ovlivňuje hladinu LDL- a celkového cholesterolu. Minimální množství pro dosažení tohoto účinku je stanoveno na 3 g ovesného či ječného beta-glukanu za den. Této dávky by mělo být dosaženo konzumací přiměřeného množství potravin či pokrmů s použitím ovsa, ovesných otrub, ječmene nebo ječných otrub. Působení beta-glukanů obilovin spočívá v omezeném vstřebání, což je výsledkem jejich schopnosti tvořit gel a zvyšovat viskozitu v GIT.

### Snížení hladiny cholesterolu v krvi
Beta-glukanů ovsa a ječmene se týká další schválené zdravotní tvrzení, a to, že "snižují hladinu cholesterolu v krvi". Vysoká hladina cholesterolu je rizikovým faktorem vzniku ischemické choroby srdeční. Beta-glukany ovsa a ječmeny tedy vlivem snížení LDL a non-HDL cholesterolu redukují kardiovaskulární riziko.

### Omezení nárůstu hladiny glukózy v krvi po jídle
Dalším účinkem připisovaným beta-glukanům ovsa a ječmena je snížení nárůstu glykemie po jídle a také se jedná o schválené zdravotní tvrzení. Účinku má být dosaženo při konzumaci nejméně 4 g beta-glukanů z ovsa nebo ječmene na každých 30 g využitelných sacharidů v jednom jídle. Působení beta-glukanů spočívá v omezeném vstřebávání glukózy z tenkého střeva vlivem zvýšení viskozity tráveniny.

### Imunomodulační účinek
Beta-glukany kvasinek a hub mají schopnost modulovat imunitní systém. Protože představují součást potenciálních patogenních organismů (tzv. PAMP), v těle jsou označovány za nevlastní, cizorodé látky. Účinek β-glukanů se nejvíce projevuje zvětšením činnosti fagocytů, mezi které patří makrofágy, dendritické buňky, neutrofilní granulocyty a monocyty. Výsledkem reakce je produkce antimikrobiálních peptidů chránících proti infekci.
Avšak pro beta-glukany hub, kvasinek a řas zatím nebylo schváleno žádné zdravotní tvrzení. Panel EFSA zamítl tvrzení týkající se beta-glukanu kvasinek Sacharomyces cerevisiae, konkrétně, že "má imunomodulační účinky a podporuje přirozenou obranyschopnost". U přípravku Yestimun® s obsahem(1,3)-(1,6)-beta-D-glukanu z buněčných stěn kvasinek Sacharomyces cerevisiae byla zamítnuta tvrzení, že "pomáhá zvyšovat obranyschopnost organismu během období nachlazení" a že "denní užívání výrobku pomáhá udržovat obranyschopnost organismu vůči patogenům".

## Použití, význam
Jedním z odvětví, kde mají beta-glukany možnost uplatnění, je potravinářský průmysl. Vzhledem ke schopnostem beta-glukanů obilovin vytvářet ve vodě gely a zvyšovat viskozitu se nabízí jejich použití jakožto látek upravujících texturu potravin. Mohou být využívány jako plnidla, zahušťovadla nebo stabilizátory. Do výrobků by mohly být přidány i za účelem náhrady tuku a ke snižování energetické hodnoty produktu. Nejvíce se k těmto účelům nabízí použití ječmene a ovsa, které mají ze všech obilovin nejvyšší obsah beta-glukanů. Obsah také závisí na konkrétní odrůdě a na klimatických podmínkách.
Beta-glukany kvasinek a hub nacházejí uplatnění v podobě součástí doplňků stravy, z toho nejvíce se v západních zemích využívá pekařské droždí, kvasinky Saccharomyces cerevisiae. Dle výsledků některých klinických studií by orálně podané beta-glukany kvasinkového původu mohly snižovat incidenci infekcí horních cest dýchacích u predisponovaných jedinců. Nicméně vzhledem k nedostatkům dosud provedených studií nelze stanovit jasný závěr a je potřeba problematiku dále zkoumat. Dalším významným faktorem, který doposud nebyl dostatečně objasněn, je mechanismus dosažení systémové cirkulace orálně podaných beta-glukanů. I v tomto ohledu je potřeba provést další výzkum. Dle výsledků studií prováděných na zvířatech lze předpokládat, že dostupnost do systémové cirkulace je nízká. Značnou komplikací výzkumu v této oblasti je zejména heterogenita přípravků. Příčinou různorodosti je jednak odlišný původ beta-glukanů (tedy různé zdroje), polymerní charakter, ale i podmínky zpracování. S tím přímo souvisí čistota a biologická aktivita preparátu. U doplňku stravy je navíc čistota izolovaného beta-glukanu limitována cenou produktu.
Další oblastí, kde mohou beta-glukany najít uplatnění, je medicína. V úvahu připadá využití polymembrán s obsahem beta-glukanů pro podporu hojení ran či použití cyklických beta-glukanů jako obvazového krycího materiálu. Jejich schopnost pozitivně ovlivňovat imunitní odpověď by mohla být zúročena také při vývoji vakcín. Potenciálně by mohly najít využití i v nádorové terapii vzhledem k jejich imunomodulačním účinkům. V Japonsku jsou již od 80. let 20. století povoleny beta-glukany lentinan a schizofylan k podpůrné léčbě některých novotvarů.
Možný potenciál mají i v kosmetickém průmyslu nebo zemědělství jakožto součást krmiva zvířat podporující jejich imunitu.

## Bezpečnost
Dle FDA patří beta-glukany mezi látky bezpečné pro použití do potravin a náleží jim označení GRAS. Panel EFSA publikoval konkrétní vyjádření k extraktu z houby shiitake. Tento extrakt byl shledán za stanovených podmínek použití jako bezpečný. U extraktu bylo hodnoceno také riziko alergií, a to jako srovnatelné s konzumací samotné houby. Obdobně byly hodnoceny beta-glukany kvasinek Saccharomyces cerevisiae.